# Calamagrostis vicunarum
Calamagrostis vicunarum là một loài thực vật có hoa trong họ Hòa thảo. Loài này được (Wedd.) Pilg. mô tả khoa học đầu tiên năm 1908.